# 張一心
張一心（1547年—？），字道宗，直隸真定府獲鹿縣人，民籍，明朝政治人物。

## 生平
隆慶四年（1570年）庚午科順天府鄉試第一百三十七名，萬曆五年（1577年）丁丑科會試第二百二十七名，登三甲第二百一十八名進士。曾官获嘉县知县。

## 家族
曾祖張森；祖父張磐；父張楹惠。母杜氏；繼母李氏。严侍下。